# Challenger de Columbus 2021
El Columbus Challenger 2021 fue un torneo de tenis perteneciente al ATP Challenger Tour 2021 y a la WTA 125K serie 2021 en la categoría Challenger 80 y WTA 125s. El torneo tuvo lugar en la ciudad de Columbus (Estados Unidos), desde el 20 hasta el 26 de septiembre de 2021 sobre dura bajo techo.

## Cabezas de serie

### Individuales masculino
| Favorito | País                      | Jugador              | Rank1 | Posición en el torneo |
| -------- | ------------------------- | -------------------- | ----- | --------------------- |
| 1        | Bandera de Estados Unidos | Tennys Sandgren      | 103   | Cuartos de final      |
| 2        | Bandera de Italia         | Salvatore Caruso     | 125   | Primera ronda, retiro |
| 3        | Bandera de Australia      | Alex Bolt            | 146   | Cuartos de final      |
| 4        | Bandera de la India       | Prajnesh Gunneswaran | 165   | Segunda ronda         |
| 5        | Bandera de China Taipéi   | Jason Jung           | 166   | Primera ronda         |
| 6        | Bandera de Estados Unidos | Ernesto Escobedo     | 175   | Primera ronda         |
| 7        | Bandera de Estados Unidos | Jeffrey John Wolf    | 178   | Semifinales           |
| 8        | Bandera de Estados Unidos | Mitchell Krueger     | 182   | Primera ronda         |

- 1 Se ha tomado en cuenta el ranking del 13 de septiembre de 2021.

### Otros participantes
Los siguientes jugadores recibieron una invitación (wild card), por lo tanto ingresan directamente al cuadro principal (WC):
- Cannon Kingsley
- James Tracy
- Matěj Vocel

Los siguientes jugadores ingresan al cuadro principal tras disputar el cuadro clasificatorio (Q):
- Gijs Brouwer
- Chung Yun-seong
- Evan King
- Aleksandar Kovacevic

### Individuales femenino
| Tenista             | Ranking | Preclasificada |
| Ann Li              | 73      | 1              |
| Nuria Párrizas      | 88      | 2              |
| Madison Brengle     | 91      | 3              |
| Saisai Zheng        | 94      | 4              |
| Lauren Davis        | 99      | 5              |
| Renata Zarazúa      | 120     | 6              |
| Beatriz Haddad Maia | 124     | 7              |
| Wang Xinyu          | 130     | 8              |

- Ranking del 13 de septiembre de 2021

### Dobles femenino
| Tenista                         | Ranking | Preclasificada |
| Ingrid Neel Sabrina Santamaria  | 155     | 1              |
| Ulrikke Eikeri Elixane Lechemia | 175     | 2              |
| Jamie Loeb Asia Muhammad        | 212     | 3              |
| En-shuo Liang Rebecca Marino    | 453     | 4              |

## Campeones

### Individual Masculino
- Stefan Kozlov derrotó en la final a  Max Purcell, 4–6, 6–2, 6–4

### Dobles Masculino
- Stefan Kozlov /  Peter Polansky derrotaron en la final a  Andrew Lutschaunig /  James Trotter, 7–5, 7–6(5)

## Campeonas

### Individuales femeninos
Nuria Párrizas venció a  Xinyu Wang por 7–6(2), 6–3

### Dobles femenino
Xinyu Wang /  Saisai Zheng vencieron a  Dalila Jakupović /  Nuria Párrizas por 6–1, 6–1